# Luka
 Ovo je glavno značenje pojma Luka. Za druga značenja pogledajte Luka (razdvojba).
Luka je mjesto za pristajanje brodova te ukrcaj, prekrcaj ili iskrcaj tereta ili putnika s brodova i na njih, te ih temeljem toga dijelimo na putničke i teretne luke. Ako su tereti samo jedne vrste i služe kao odlazna postaja za promet roba i dobara proizvedenih u obližnjoj tvornici, rudniku ili naftnoj rafineriji, onda ih nazivamo terminalima.
Morska (riječna, jezerska) luka je morski (riječni, jezerski) i s morem (rijekom, jezerom) neposredno povezani kopneni prostor s izgrađenim i neizgrađenim obalama, lukobranima, uređajima, postrojenjima i drugim objektima namijenjenim za pristajanje, sidrenje i zaštitu brodova, jahti i brodica, ukrcaj i iskrcaj putnika i robe, uskladištenje i drugo manipuliranje robom, proizvodnju, oplemenjivanje i doradu robe te ostale gospodarske djelatnosti koje su s tim djelatnostima u međusobnoj ekonomskoj, prometnoj ili tehnološkoj svezi. Sidrište luke je uređeni i obilježeni dio mora namijenjen i sidrenju brodova.
Obično se nalazi na obali mora, jezera, rijeka ili kanala te ih temeljem tih svojstava dijelimo na morske, riječne ili jezerske luke.
Teretne luke često imaju opremu za prekrcaj tereta kao što su dizalice i viličari, čiji vlasnici mogu biti privatne osobe ili javne ustanove. Često se u blizini luke nalaze skladišta, prostori za konzerviranje, hladnjače, cisterne i druge objekte za obradu i skladištenje robe, a zbog svoje važnosti, i razne građevine podgradnje i nadgradnje bivaju izgrađene kraj lukâ.
Za funkcioniranje luke važna je dubina mora ili vode u kanalima ili vezovima, zaštita od vjetra, valova i oluja, kao i pristup kopnenim prijevoznim sredstvima kao što su željeznica i cesta.
U većim i značajnijim lukama nalazi se sjedište lučke kapetanije.
Veće luke mogu imati i svoje brodove za posebne namjene.
Zbog svoje važnosti za svoj gospodarski okoliš, a radi uređenosti poslovanja i sprječavanja svih zlouporaba, i državna zakonodavstva (svih upravnih razina) imaju posebne skupine zakona i propisa koje se strogo bave lučkim stvarima, a i same luke imaju svoje uprave i pravilnike kojima se svi korisnici lučkih usluga moraju podrediti.
Pristanište je nepotpuno zaštićena vodena površina za prihvat brodova (hidrotehnička definicija). Ostale funkcije pristaništa su slične funkcijama luke.

## Vanjske poveznice
- Luka Hrvatska tehnička enciklopedija, portal hrvatske tehničke baštine. LZMK

|  | Zajednički poslužitelj ima još gradiva o temi Luke |